# Ribonucleotídeo de glicinamida
Ribonucleotídeo de glicinamida (abreviado na literatura em inglês GAR, de glycineamide ribonucleotide) é um intermediário da síntese de novo na biossíntese de purina.
É formado de fosforribosilamina pela enzima fosforribosilamina—glicina ligase. Na próxima etapa de biossíntese de purinas, a enzima fosforribosilglicinamida formiltransferase atua sobre GAR para formar fosforribosil-N-formilglicineamida (FGAR).
A formação de GAR é estimulada por hormônio luteinizante (LH) e gonadotrofina coriônica (HCG) via ativação de Glc-6-P-deidrogenase (EC 1.1.1.49)

## Sinônimos
Vários nomes são associados a GAR:
- 5′-p-Ribosilglicinamida
- 5′-Fosforribosilglicinamida
- 5′-Fosforribosilglicinamida
- Ribotídeo de glicinamida
- Glicinamida ribonucleotídeo
- N1-(5-Fosfo-D-ribosil)glicinamida
- N-Glicil-5-O-fosfono-D-ribofuranosilamina
- N1-(5-fosfo-D-ribosil)glicinamida